# 英会話教室
英会話教室（えいかいわきょうしつ）とは、英語を英会話を通じて習得する日本国内の塾（学習支援業）で、1980年代以降急速に広まった。

## 概要
従来から、NHK教育テレビジョンとNHKラジオ第2放送で、英語をはじめとする主要な言語の語学講座番組が放送されているが、放送という形態上、一方的な受身の形になってしまい、学習効率は低いものであった。また、日本では、中学校・高校の英語教師の語学レベルが総じて高くない上、そこで教えられる外国語は受験英語と批判されるほど実践的ではなく非効率な部分が多い。それでも、中学校・高校・大学などの教育機関の他には、一般の人が英語などの外国語を学べる機会は、非常に少ない状態であった。
1980年代以降は、日本人の平均的所得が増大した一方、航空運賃等の費用面での安値安定傾向から、海外旅行が身近なものとなった。さらに社会や経済のグローバル化が進み、日本企業の世界各地への進出や商取引の拡大、日本における外国人労働者の増大（ただし日本における外国人には中国語やポルトガル語などを母語とし英語を理解しない者も多い）など、英会話を行う機会は確実に増大していることが背景となって、これらの教育サービスが普及した。さらに、1990年代以降、雇用保険による教育訓練給付制度の補助の対象となり、英会話など外国語教室の拡大に拍車がかかった。
しかし、日本人に特有の受験英語に起因する英語苦手意識（外国語が苦手とする劣等感を含む）もあって、英語を聞くだけで思わず身構える人も少なくはない。このため同種サービスには特有の根強い市場が存在し、英語以外の外国語にも対応した数多くのフランチャイズ・チェーン英会話教室が、鉄道の駅周辺（駅前）にある繁華街やショッピングモールに軒を連ねている。

## 形態
2〜6名程度の少人数グループによるレッスンのほか、マンツーマン様式のもの、テレビ電話等を使用して離れた場所にいる講師やグループ受講生とテレビ画面で対面する様式のものもある。いずれの教室も「英語で相手に話し掛けようとする熱意」を重視するため、たとえ受講生同士でも、休み時間以外は日本語を使わせないといったケースが多い。また、全国規模で展開しているフランチャイズ・チェーン英会話教室では、転居等により元の教室に通えなくなった場合でも転居先の最寄教室へ転校できる制度がある場合もある。
一度に購入するチケットの量や受講の頻度は各人で違うことから、一授業あたりの受講料は同レベルの受講生同士でもそれぞれ異なり、一般の学習塾のような「月謝」という制度が無い。当然ながら、チケットの購入量が多いほど1枚当たりの価格は安くなるものの、一定の有効期間が設定されている場合が多く、年単位で組んだカリキュラムによっては100万円を超えることもあるなど、かなり高額な出費となる。このため、受講開始の際には、事前に自身の経済状況だけでなく、「どこまで上達させるか、どのくらいの頻度で通えるか、実際に予定通り通い切れるか」という、決して無理をしない、しっかりした計画を立てる必要がある（後述「問題」も参照）。また、購入した全てのチケットを消費し切った段階で受講生としての登録が抹消され、再開する際には新たに入学金を支払わなければならない。このため継続の意思があるうちは、チケットの追加購入も含め、残り枚数を常にチェックしておく必要がある。

## 受講生の年齢構成と受講動機
受講生の年齢構成は未就学の幼児から定年を過ぎた熟年層までと非常に幅広く、各教室の所在地による差も大きいが、その大半は20歳代半ば〜40歳前後である。一般の学習塾と違い、「幼児期から外国語に馴染ませよう」という親の熱意で半ば受動的にやってくる幼児〜児童を除いて、受講生は明確な意思を持って受講している。
受講の動機としては「海外赴任が決まった」「外国人の上司ができた」といった仕事上での差し迫った必要に迫られた場合のほか、「（現在は不要でも、転勤等により）いずれ仕事で語学力が必要になる」や「一人でも海外旅行へ行けるようになりたい」というケースが最も多いようであるが、その他にも「家族の海外転勤に付いて行くため」や、単に「外国人と隣人や友人・恋人として話がしたいだけ」というケースもある。また諸般の事情で日本国外に移住したいなどの理由付けも挙がる。変った所では「風俗店で働く外国人女性従業員と楽しく会話したい」などという、些か不純な動機のケースまで聞かれ、そのため様々な人が集まる。
近年では外国人労働者や訪日外国人客の増加もあって、日本国内でもサービス業を中心に、少なくとも英語で会話する必要に迫られるケースが多い。例えばタクシー運転手やクリーニング業、家電量販店などの、日常の用に足すサービスを提供する業態の中でも、対話する事でサービスの内容を決めて行く種類の物では、客と話せることが必須である。このためこれら業態の者が、「仕事をする上での必要性」に迫られてやってくる傾向も見られる。この中には、日本文化に興味を持つ欧米人が訪れる事の多い寿司屋などの飲食店関係者も含まれる。
いわゆる外国人がいる職場に勤める日本人従業員、またはそれらの職場への就職を希望する者が、外国人従業員に指示を出す・出された指示を理解するために、語学的な素養をつけようと通うケースも聞かれる。大手語学教室では英語に限らず、世界主要国の言葉（ドイツ語、フランス語、スペイン語、イタリア語、ロシア語、中国語、朝鮮語など）を幅広くカリキュラムとしているため、必要に応じて選択する利用者も見られる。
また、近年の日本における外国語のニーズとして、いわゆる南米からの日系人労働者の増加で、英語に加えてスペイン語やポルトガル語の必要性が高まっているともいわれている。

## 問題
講師陣の多くは確かに「ネイティブスピーカー（特定の外国語を母語とする者）」である訳だが、全員が語学教育の専門家と言う訳ではない。むしろその大半は幾ばくかの講師教育を受けた程度で、極端な場合には「来日してから数週間」といったまったくの素人であるケースもある。特に講師がワーキングホリデー制度を利用した旅行者や留学生である場合、僅か数ヶ月で異動・退職してしまうことも珍しくない。各種手続きを行なう日本人スタッフについても頻繁な人事異動があるため、稀にではあるが、ある日を境にその教室のメンバーが総入れ替えになってしまう事もあり得る。このため日本人スタッフはもちろんのこと講師陣においても引継ぎが充分でなかった場合、それに伴うトラブルも発生する。
また、同じ英語圏であってもアメリカ、カナダ、イギリス、オーストラリアなど国による表現の差異があるだけでなく、「訛り」のある講師もいるとされる。良心的なところでは講師の訛りを改善してから受講生の相手をさせるが、中には訛りがあることを知りながら平気で受講生の対応をさせるケースも見られる。
さらに、教育訓練給付制度の補助の削減や、少子化の流れで受講者数が減少し、多くの英会話教室は経営が苦しくなっているといわれ、チケット制（言い換えれば代金前払い）であるため、解約時のチケットの清算を巡るトラブルや、経営困難で閉鎖を余儀なくされた教室の受講生のチケットが払い戻しされないなどして、民事訴訟が起こされたケースもある。
このトラブルが多いと、行政指導や行政処分が入るケースもある。2007年6月13日には、大手の「NOVA」が経済産業省から、特定商取引法違反があったとして、新規契約などの業務停止の命令処分を受けた。処分をきっかけに「NOVA」は受講者の解約や講師に対する給与の遅配など経営が悪化し、2007年10月26日、大阪地裁に会社更生法の適用を申請した。チケット購入済みの受講者や未払い給与のある講師への影響が報じられている。